# Stuttgart Hauptbahnhof
Stuttgart Hauptbahnhof is een spoorwegstation in de Duitse plaats Stuttgart. Het station behoort tot de Duitse stationscategorie 1. Het station werd in 1922 geopend. Het station wordt dagelijks door 240.000 reizigers gebruikt.
Het station is gelegen aan het noordoostelijke uiteinde van de Königstraße, de belangrijkste voetgangerszone van het stadscentrum. Het hoofdlijnstation is een eindstation, terwijl de ondergrondse S-Bahn- en Stadtbahn-stations doorgaande stations zijn. Het station staat bekend om zijn 12 verdiepingen tellende toren met een groot, roterend en verlicht Mercedes-Benz-sterinsigne erop. De toren en het stationsgebouw zijn herkenningspunten van de stad. 
Momenteel (2024) wordt het treinstation in het kader van het Stuttgart 21-project omgebouwd van een bovengronds eindstation tot een doorgaand ondergronds station. Deze werken omvatten de afbraak van de zijvleugels van het gebouw, samen met de eliminatie van de perrons, sporen en het platform van het eindstation. Het geplande ondergrondse doorgaande station is geconfigureerd in een hoek van 90 graden ten opzichte van het huidige station. De bouw begon in 2010 en zal naar verwachting in 2027 eindigen. Het project is zeer controversieel onder de bevolking